# Ячмінь цибулястий
Ячмінь цибулястий (Hordeum bulbosum L.) — вид рослин родини тонконогові (Poaceae).

## Опис

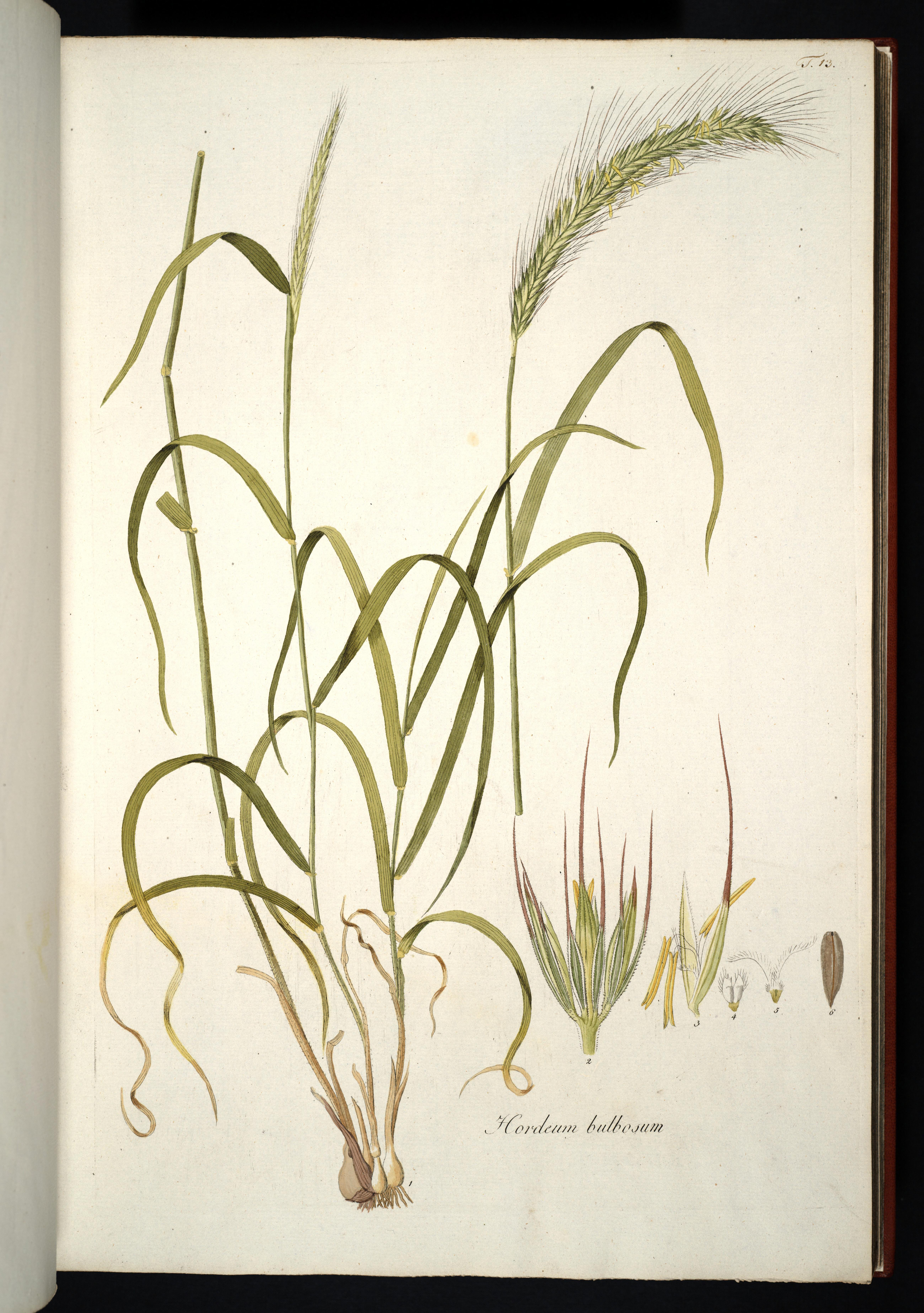

Це багаторічна рослина 50–110 см заввишки. Стебла біля основи бульбоподібно потовщені, з потовщеннями до 17 мм у діаметрі; міжвузля сірувато-зелене. Листки плоскі 3–7 мм ушир, 10–20 см завдовжки, поверхня шершава, гола чи ворсиста, волохата адаксіально. Колоси 6–13 см завдовжки, з дуже ламкою віссю. Нижні квіткові луски середнього (плодового) колоска з остюком 2–3.5 см завдовжки, у бічних колосків безості чи коротко остюкові. Зернівка волосиста на верхівці. 2n = 28. Період цвітіння: травень — липень.

## Поширення
Північна Африка: Марокко, Туніс; Азія: Афганістан, Кіпр, Іран, Ірак, Казахстан, Киргизстан, Ліван-Сирія, Палестина, Таджикистан, Південний Кавказ, Туреччина, Туркменістан, Узбекистан; Європа: Албанія, Болгарія, Греція (у т. ч. Кіпр, Східні Егейські острови), Італія (у т. ч. Сардинія, Сицилія), Корсика (Франція), Україна (у т. ч. Крим), Північний Кавказ (Росія), Румунія, Іспанія, Хорватія, Сербія й Косово; інтродукція: Каліфорнія, Франція, Португалія.
В Україні вид росте по узбіччях доріг, на галявинах, серед чагарникових заростей, на відкритих рівних ділянках та схилах — у пд. Криму часто; у Кримських Передгір'ях зрідка; місцями заходить на яйли; в ок. Одеси та у Львівській обл. (м. Дубляни).

## Практичне використання
Насіння можна споживати приготовленим. Насіння можна подрібнити в борошно і використовувати як крупу для приготування хліба, каші тощо.
Стебла після збору насіння мають багато застосувань. Вони є джерелом волокон для виготовлення паперу, біомаси для палива тощо, їх можна подрібнити та використовувати як мульчу.